# Dorycephalus
Dorycephalus är ett släkte av insekter. Dorycephalus ingår i familjen dvärgstritar.
Kladogram enligt Catalogue of Life:
| Dorycephalus | \| \| Dorycephalus baeri \| \| \| \| \| \| Dorycephalus hunnorum \| \| \| \| |
|              | \| \| Dorycephalus baeri \| \| \| \| \| \| Dorycephalus hunnorum \| \| \| \| |
|              | Dorycephalus baeri                                                           |
|              |                                                                              |
|              | Dorycephalus hunnorum                                                        |
|              |                                                                              |